# イスラーム哲学
イスラーム哲学（イスラームてつがく、英語: Islamic philosophy）は、哲学の中でもイスラム文化圏を中心に発達した哲学である。アラビア哲学とも言われる。

## 起源
イスラムにおける「哲学」の始まりを、広く定義すればイスラム教が成立した時点と捉えることも可能であろう。イスラムの教えもそもそも「哲学的」であるし、クルアーンの解釈をめぐる論争・カリフの後継者争い（シーア派とスンナ派）の対立などは代表的）など、広い意味での「哲学的」な論争はイスラム教成立当初から続いていたことであるが、通常はギリシア哲学がイスラム世界に移入されたのをもって、独立したひとつの学問としての「イスラーム哲学」を始原とみるのが通常である。（本項ではこれを述べる）
イスラム世界にギリシア哲学が伝わったのはシリアを介してであった。イスラーム哲学は、ファルサファ（falsafah）と呼ばれた。これは、アラビア語ではなくギリシア語（φιλοσοφια）に由来するもので、英語などで哲学を意味するphilosophyと同語源である。しかし、ファルサファと呼ばれるイスラーム哲学は、当時としてはそのような学問としての認識や名称は、存在していなかった。これは、後世の哲学史研究によってその存在が初めて認められたという特徴のものであった。

## 特徴

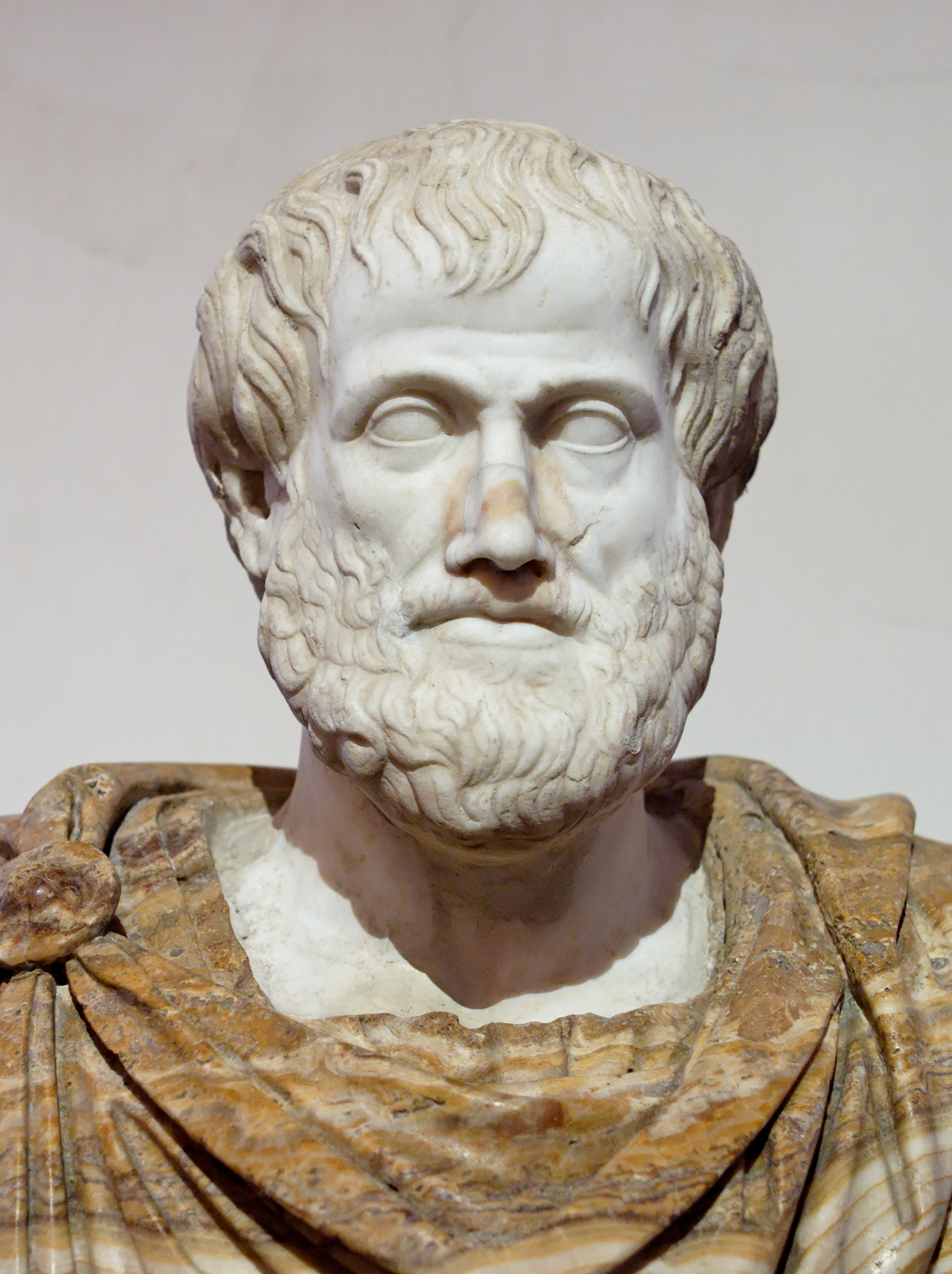
アリストテレス。イスラーム哲学に大きな影響を与えた。

古代ギリシャ哲学や近代の西洋哲学と比して宗教（イスラム教）と密接に関わっているのが特徴である。起源は、アラビア語への翻訳を通じて移入された、新プラトン主義的な変容をうけた、アリストテレスの古代ギリシア哲学であった。異文化に源する考え方であったゆえコーランに基づく唯一神アッラーフの教えとの齟齬は避けられず、11世紀頃まではイスラム神学（カラーム）と対立することも珍しくなかった。
11世紀から14世紀頃はイスラム哲学の全盛期だとされる。中世後期から近代までの間のヨーロッパ哲学史を考える上においても、イスラーム哲学による影響は無視できない。影響の大きさの評価は諸説があるが、少なくともアリストテレス主義の導入の初期においては、アヴィセンナの独創的な著作『治癒』のラテン語訳などからであり、また中世の後半期を通じてラテン・アヴェロエス主義の影響は小さくなかった。
かつては、翻訳活動に端を発し、アヴィセンナを経てアヴェロエスでもってイスラーム哲学（ファルサファ）は終わりであるという見方がされたが。現在ではピークをそれ以降におく見方が主流である。現在は、近代化と共に西洋の哲学も移入されて研究されている。イランにおいては、今でもイスラーム哲学が盛んに研究されている。

## イスラーム哲学の萌芽

### イスラム世界へのギリシア文化の移入（翻訳時代）
7世紀にイスラム世界が成立すると（この辺りの歴史は、イスラム帝国、ウマイヤ朝、アッバース朝の項を参照）、ムハンマドの死後、正統カリフ時代を経て、アラブ人至上主義を取っていたウマイヤ朝が750年に滅んだ後アッバース朝が成立した。アッバース朝は非アラブ系であったペルシア人からの支持もあって、アラブ人以外のムスリムたちにも道を開いた世界帝国へと変わっていった。この支配下には、ペルシアやエジプトといったギリシア文化の影響が色濃く残っている地域も含まれており、そこには哲学をはじめとする医学・数学・天文学などの諸学問が、ギリシア時代のものからエジプトやシリアなどの東地中海沿岸の各地に残っていた。アッバース朝は、バグダードにシリア人学者を招いて、シリア語のギリシア文献をアラビア語に翻訳させた。イスラーム哲学の起源のひとつとして、アラビア語への翻訳活動があるというのは、見逃せない事である。
哲学に関していえば、キリスト教とギリシア哲学の対峙において、反駁のため、あるいは哲学的方法によるキリスト教の思想的展開を探るため、ギリシア哲学の接受が行われた。シリアのキリスト教徒は神学に正当性を持たせるため哲学的な方法を用いていたので、アッバース朝の支配下にあっても哲学の文献が残っており、イスラム教徒たちも利用することができた。
5世紀から10世紀にかけて、シリアのキリスト教徒は、アリストテレスの文献、ポリュフュリオス、偽ディオニュシオス・ホ・アレオパギテースの著作をギリシア語からシリア語に翻訳した。これは主にエデッサのネストリウス派、またレサイナとカルキスの非カルケドン派に担われた。
832年にアッバース朝第7代カリフ・マアムーンはバグダードに翻訳を行う官庁をおいた。これがいわゆる知恵の館（バイト・アル＝ヒクマ）であり、ギリシア語やシリア語、パフラヴィー語に加え、インドからもたらされたサンスクリット語などさまざまな文献が集められ、これらを相互に翻訳・研究が行われた。特に医学の他に天文学・占星術関係の文献の翻訳が盛んで、天文台や図書館などの施設も併設されていた。日常の礼拝や農事暦に関わるなどに暦の制定にも天文学や占星術の知識は欠かせない存在であったため、この時代の翻訳業や観測の事蹟は後世のイスラム社会や諸政権にも多大な恩恵を与えている。また、同時にアッバース朝はクーデターによってウマイヤ朝を打倒して誕生した政権であったため、自らの政権の正統性を立証するため論理学的な知識を欲していた面もある。これによってアリストテレスをはじめギリシアの諸著作およびアリストテレス註解書がアラビア語圏に紹介されたが、ただの知的欲求というよりも、『オルガノン』や『トピカ』などに代表されるアリストテレスによって確立された論理学の方法論を体制側が学ぶためという現実的な要求もあった。しかし、同時にこれによって古代後期の新プラトン主義の影響が濃いアリストテレス解釈が紹介されることになる。
またさらに、このシリア語（中には、ギリシア語からの翻訳もあったが）がキリスト教徒らによってアラビア語に翻訳されていた。これにより、ムスリムたちにもギリシア哲学の研究が可能であった。この翻訳は、現在みても高水準の正確さのものもあった。これにより、ムスリムたちも、ネオプラトニズム、アリストテレス、プラトン、プロティノスなどを翻訳することができるようになった。ただしムスリムたちがアリストテレスの著作と考えていた著作が、実際はプロティノスのものだというように、若干の誤伝があった。またムスリムの哲学者たちは医者や数学者でもあったので、アルキメデスやガレノスなどの著作も翻訳された。

### イスラム法の解釈と哲学の発展
このような翻訳活動は確かにイスラムに哲学をもたらしたが、これだけではイスラーム哲学の成立の契機とは見なせない。彼らが、本当に哲学的方法を必要としたのは、イスラム法（シャリーア）の解釈が多様化してきたためであった。すでにムハンマドの頃とは違い異民族のムスリムたちを抱えた世界帝国になっていたイスラム帝国は、もはやクルアーンとハディースだけでは、収まりきれないものとなった。収まりきれない場合は、学者たちの合意によって決定されるものとされ、孤立した推論は忌避されていた。柔軟に制定されているイスラム法に対しての正確な解釈が必要とされてきたし、多くの学者が他者の異説よりも、自説が正しいと考えていた。このようなまちまちな解釈では合意にも支障がでるので、客観的妥当的な立場からの見解を持つために、哲学的方法が歓迎されたのである。
しかし、これによりイスラム法議論とその正当性を主張する際に、神学（カラーム）との対立が発生した。神学は、一般的に受け入れられていれば、論証することは必要とされない前提（つまり宗教的な教義）で議論されて法解釈の正しさを証明しようとしていたが、哲学は確実に疑い得ない前提が求められており、たとえイスラム教における宗教的な教義でも、論理的に正しくない限り、決して受け入れられないし、それを前提とした議論や推論は断じて証明されるものとはされず、忌避されるべきとした。このことは、哲学と神学との間に不和が発生し、哲学者と神学者の間で激しい罵りあいにまで発展した。哲学者たちは、神学を「矛盾点を嘲り、敵対者や異端を論駁するだけの発展性のない学問」とまで評したが、しかし実際は単なる観点の違い（テクスト解釈（神学）と論証する際の前提（哲学））であり、双方ともに帰結する点では結局のところ、大差はなかったといわれている。いずれにせよ、多様化され混沌としてきたイスラムの法解釈の打開策として哲学は歓迎されたのも、イスラーム哲学発展の要因の一つである。

## 東方イスラーム哲学
イスラーム哲学の世界は、紅海を境に東西に分けられる。東方イスラム世界と西方イスラム世界ではそれぞれ違った特徴の哲学が展開された。ここでは、項目の性質上、概観するにとどめるので詳細は各思想家の項を参照されたい。東方イスラーム哲学の世界は、アラビア半島のみならず、ペルシアや中央アジア一帯にまで及ぶ。東方イスラームの哲学者たちは、多くのペルシアや中央アジア出身など非アラブ圏の人物が多かったのが特徴である。これは、イスラームにとって哲学が外来の学問であることを物語る特徴といえるかもしれない。別名、アラビア哲学とも言われているが、これはアラビア人が手がけたという意味合いではなく、アラビア語で哲学が展開されたという意味合いである。アラビア語はムスリム以外にも、近辺のユダヤ教徒・キリスト教徒などにも広く知られていたものであった。

### 「アラブの哲学者」キンディー

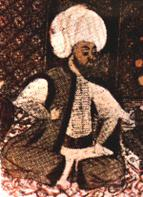
キンディー

最初にイスラーム哲学史に登場する人物はアラブ人哲学者ヤアクーブ・イブン・イスハーク・アル＝キンディー（801年頃 - 866年頃）ある。彼は別称として「アラブの哲学者」と呼ばれている。いちいち、アラブ人であることを言及されるのは、前述のように、長らく哲学などの思想関係ではシリア系やイラン系といった人々の活躍が目立ち、純粋にアラブ系の出身者はむしろ稀なケースであったからである。
その名前が示す通り、彼はジャーヒリーヤ時代にあたる5世紀後半にアラビア半島中央部のナジュド高原に大勢力を誇り、キンダ王国を築いたアラブ遊牧民キンダ族の血筋であった。彼は前項の翻訳時代にバグダードを活動の中心にして莫大な量の翻訳や著作を手がけ、その数は250を超えたといわれている。（しかし、現存するものは40作品程度である）。キンディーは哲学者は経験界のあらゆるものの本質を究めなくてはならないという百科全書的な考えを持っており、地理・歴史・数学・音楽・医学・政治など広範なジャンルに渡り知識を持ち合わせていた。彼自身はギリシア語を解さなかったようだが、ギリシア語文献からの翻訳の依頼や、生粋のアラブの名族のひとりとして豊富なアラビア語の知識を生かしたその翻訳指導にあたっていた。特に、アラビア語による哲学語彙の確立に多大な貢献をしている。アリストテレス関連で言えば、『形而上学』や『神学』（しかし実際これは、アリストテレスの著作ではなくプロティノスの「エネアデス」である。）からプトレマイオスの『地理学』など重要なものが多かった。
キンディーは、人間の知性を4つにわけ、能動的知性、可能態における知性、獲得された知性、現実態における知性と後のイスラーム哲学の基礎になる知性論を展開した（すでに、この時点でアリストテレスではなく、ネオプラトニズムの考え方になっている）。彼は、神を真理（ハック）と認識し、哲学独自の目標を「人間の能力の限界内において可能な限り事物に真にあるがままに認識すること」であるとし、このように獲得した真理（これはイスラーム信者のみに保証されるものではないという）こそ普遍であると主張した。また、神による無からの創造や啓示の優位性など、「完全なる一者」から創造がはじまったとするプロティノス系の流出論が優位となる後世の哲学者たちには見られない思想的特徴を持つ。このようにキンディーはイスラーム哲学に独自の道を開いた人物であるといえる。

### 「第二の師」ファーラービー

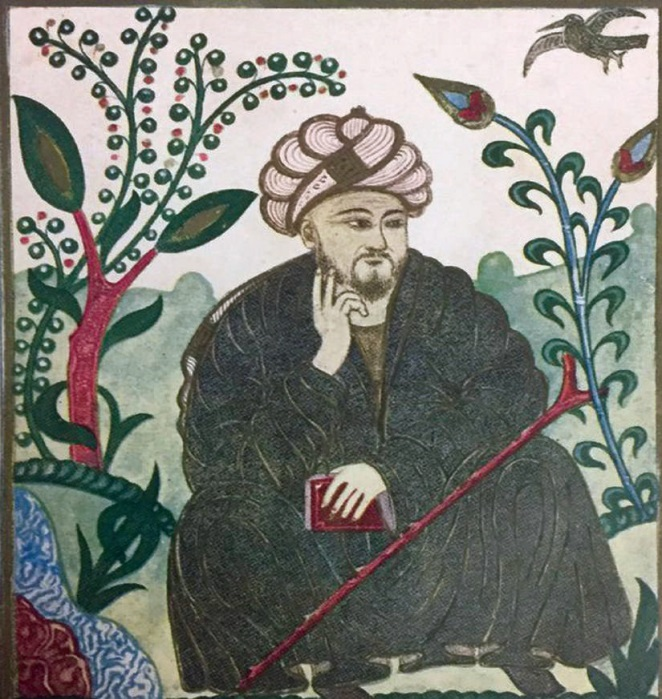
ファーラービー

アリストテレスが「第一の師」とイスラム世界で仰がれてアリストテレスの哲学解釈が興隆していく中、それに続く「第二の師」と呼ばれたファーラービー（870年頃 - 950年）はキンディーが開いた道に基礎を固めた人物として知られている。キンディーのように彼も、著作が多く、殊にアリストテレスの注釈書はおおく、アヴェロエスを凌ぐものであった。キンディーと比べ、ファーラービーはアリストテレスの理解も正確であった。彼も、キンディー同様に真理を追究する情熱は確かなものであり、彼ももちろんムスリムであったが、真理に反対するものであれば服従すべきはずのクルアーンでさえも、許されるものではないと考えていた。
ファーラービーは哲学は真理を求める学問であって、人はこれに専念さえすれば最高の精神の境地へと到達することができると考えた。ファーラービーは、イスラム的であるよりも、哲学的であるべきだと考えていた。しかし、イスラームを始めとする宗教に対して敵意を抱いていたわけではない。彼は、イスラームに哲学の概念を導入することによって、イスラームの国家、政治、社会が安定するように考えていた。また、ファーラービーによると、イスラームにとって重要な概念である啓示は、本来哲学者が直接的に形而上学的認識として把握すべきものとし、預言者ムハンマドはこれを形象的、詩的に表現した天才ではあるが、哲学者よりは一段下と考えざるをえないとまで考えていた。
また、論理学にも長けており、後のヨーロッパのスコラ哲学で大論争となったいわゆる普遍論争は、ファラービーに端を発しているともいわれている。他にも、世界の存在をネオプラトニズム的な流出論からの説明を行ったり、形而上学やキンディーも論じていた知性論を踏まえ、10の知性流出説など深い論及をし、イスラーム哲学においては偉大な存在の人物であったことはもちろんであるが、ファーラービーの論及した問題は後のヨーロッパの中世哲学の要になるようなものばかりであった。

### イブン・スィーナー（アヴィセンナ）

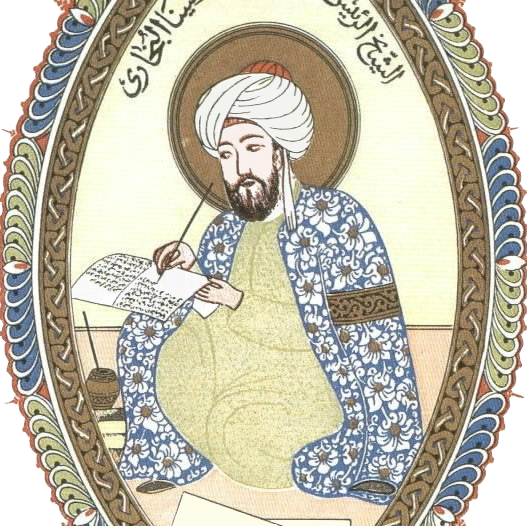
イブン・スィーナー

ファーラービーの続く哲学者がアヴィセンナことイブン・スィーナー（980年 - 1037年）である。彼は東方イスラーム哲学における絶頂期の哲学者といっても差し支えない。彼は、また独力で数学的な諸学・自然学・哲学・医学を修め、その名をイスラーム中に轟かしていたという。幾度の政変で必ずしも幸福な人生を遅れなかったが、「医学典範」・「治癒」・「救い」・「指示と勧告」などの壮大な哲学体系は現在においても、いまだ研究途上でさえある。
その論及は多岐に及ぶが、中でも、基本姿勢として貫いているのが存在一般の問題、つまり形而上学である。アヴィセンナは、「空中浮遊人間」説をもって、存在というものを説いた。（この比喩は中世ヨーロッパにおいて論議を呼んだ）すなわち、真空中に浮遊している完全な一人の人間がいる。ただ、完全に盲目であり、外を見ることができない。真空中なので、空気の触感ですら感じられない。彼は、そのような状況で何を感じることができるとすれば、自身の存在である。つまり、「我在り」という自身の存在は確実に肯定するというのである。これに、存在は他と違って本質的に直観知というべきものであり、近世デカルトの有名な「我思う、ゆえに我あり」の命題の先駆的業績を掲げているといえる。この存在の立場から、アヴィセンナは、自然科学や数学のような絶対的な存在のあり方を捉えない学問と形而上学の独自性を主張する。
そのほか、知性・可能性・普遍性の問題など中世あるいは近世・近代の哲学史上で論及されてきた問題の先駆的業績を残した人物であった。

### ガザーリー

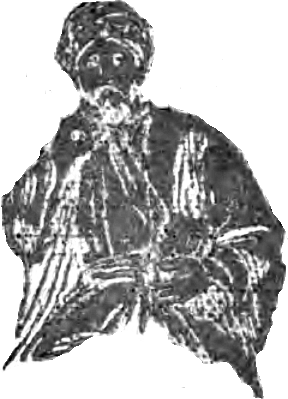
ガザーリー

キンディーからアヴィセンナまで来て、神学者ガザーリー（1058年 - 1111年）の出現で東方イスラーム哲学は大きな変節点を迎える。バグダードのニザーミーヤ学院で教鞭をとっていたガザーリーは、神学者ではあったが、哲学的思惟方法にも長けており、本来の真理とは何か考えていたと同時に、アヴィセンナを代表とする新プラトン的アリストテレスのイスラーム哲学は、真理の形骸のみを知り、生きた真理を捉えようとしないと彼は考えた。そして、哲学者たちは、神の全知の否定や個物知などクルアーンの教えに反する内容を説いていたがこれを宗教的な立場ではなく、哲学的形而上学的な立場から反駁しようとした。著『哲学者の自己矛盾（あるいは自滅）』はその集大成である。
イスラム哲学者たちは、アリストテレスの影響で、世界は時間的には無限で、クルアーンのように神の創世という始原を求めるのは矛盾として否定したが、ガザーリーは、神の創世というは時間的な問題ではなく、本質的な問題であり、例えば太陽のように太陽の本体と光は同時に存ずるが、本質的に太陽があるから光を発せられるのであって、本質的に太陽本体が先に存在するといった感じようなものであるという。哲学者は、時間的な相対的な立場とこのような本質的な立場を混同していると批判した。この他に哲学者が否定した神の個物知の証明や、因果律否定など、後のイギリス哲学者ヒュームを先取りした内容の哲学を説いたりなど、多様な批判活動を行った。
このようにイブン・スィーナーをいくつかの問題については批判する一方、その他の点については神学に積極的に取り入れた。彼以降、ギリシャ系の哲学の在地化はむしろ進行する。

### その他活躍した哲学者たち（東方イスラーム）
翻訳時代には、イスラム教徒以外にも、翻訳活動に従事していた人物が多い。また同時代にキンディーのほかにイブン・ザカリヤー・ラーズィーがいる。また、ファーラービーの弟子には、アーミリー、ヤハヤー・イブン・アディーなどがいる。イブン・スィーナーの弟子には、イブン・マルズバーンやアブー・バラカート・バクダーディーなど師の継承をはかった人物がいる。

## 西方イスラーム哲学
歴史的に見れば、西方イスラーム哲学が発展したのは、アッバース朝が衰退・滅亡した後の12世紀-13世紀のことである。この時期は、アヴィセンナやガザーリーも既にこの世の人ではなく、ちょうど時期的にも東方イスラームからバトンタッチされた形で西方イスラーム哲学は興隆した。無論、この時期以前にも西方イスラーム世界にも哲学者は存在したが、東方イスラームを伝授したという功績に過ぎなかったと見なされている。西方イスラームでは、知性のあり方、個人と社会の関係や哲学と宗教の関係などにも重点がおかれ、世界の創造や霊魂論に重点を置いた東方イスラーム世界とは一味違った特徴の哲学が展開された。
この時期には、アフリカ出身イスラムのムラービト朝次いでムワッヒド朝が興り、イスラームの勢力は北アフリカを経て、イベリア半島にまで達していた。ムラービト朝は、当初はイスラームの最初の姿を取り戻そうとした保守的な王朝であったが、次第にそれも薄れ思想的には完全に腐敗しきっていた王朝になってしまった。人々はクルアーンをただ暗誦するだけであり、クルアーンに書かれている内容への問いかけや研究は断じてタブーとされた。イスラムにおいて神聖とされていたハディースですら、ゴミ同然に取り扱っていたという。この思想史的にも腐敗しきった王朝は当時の神学者ガザーリーにも、痛烈に批判された。この王朝を打倒し、文化的な復興を掲げた新王朝が誕生した。これが、ムワッヒド朝である。
西方イスラームが盛んになったのはこのムワッヒド朝下であったが、彼らも元々思想史的背景に乏しかったので、時のカリフ、アブー・ヤアクーブが哲学・神学双方の発展を王朝の政策の一環として掲げ、発展したという経緯を持つ。従って、西方イスラームの哲学は、アヴィセンナをはじめとした東方イスラームとの連携は薄く、西方イスラームは概ね独自の思想展開をした哲学といってよい。また、ガザーリーによる哲学批判が行われ、哲学が大きな変節点を迎えた東方イスラーム世界とは違い、イベリア半島を中心とした西方イスラーム哲学は、また独自の視点からギリシア哲学を受け入れていた。後述するが、彼らの哲学はその後のイスラム思想の展開では影響を与えず、むしろその成果は中世ヨーロッパの思想の発展に影響を与えた。（ラテン・アヴェロイスト達。これは後述）これは、思想展開もさることながら、地理的な位置も多分に影響していると言える。

### イブン・バーッジャ
西方イスラーム哲学は、イブン・バーッジャ（?-1138年）に始まる。ヨーロッパではラテン語化されたアヴェンパーケという名で知られている。彼は、王朝の宰相を務めていた政治家でもあった。彼は、行政に関することでもあるが、仕事のために様々な知識を持ち合わせていた。このような政治家としてのプロフィールも反映して、彼は、ガザーリーのような神秘主義的な傾向を嫌った。
彼は、神秘家が求めるような感性的な能力ではなく、理性的な能力（知性）でこそハック（真理）が捉えられると考えていた。イブン・バーッジャによると、宇宙を構成するものの最下位の存在は、感覚的なもので占められており、この存在に知性は存在しない。知性としての人間の存在はこれより高度なものである。そしてより高度なものは、感性的な要素がなくなり、純粋に知性的な存在になるという。人間の知性の場合、感覚的なものはなくなるが、さらに上位に能動的な知性があり、人間の知性が最高位ではないという。最上位の存在、つまり人間よりもさらに上位であるが、これは最高に純粋な能動的な知性を持ち合わせた存在であり、この存在は、完全に幸福な存在であるという。この完全な知性との合一こそ、哲学が求めるものに他ならないのであり、この知性として存在（真理あるいは神）一になる時、最高の幸福が訪れるという。
このような、人間を含めたあらゆる存在者の中で、永遠的な能動的知性を最高の能力におき、人類の知性（これは個々の存在に還元されるものではなく、知性は人類全体に一なるものとして存在する考えていた）は、この能動的知性の流出に他ならないという考え方は、「知性唯一説」という形で後の中世スコラ哲学で大論争となった。これは後に述べるアヴェロエスの考えが基になっているが、起源はイブン・バーッジャといわれている。このよう知性的な神秘主義は、感覚的なものを排した傾向が認められ、ガザーリーのようなスーフィズムとは明らかに異質なものであった。
また前述のように、この哲学者は政治家としての顔も持っており、俗世の仕事で一杯であり、彼の希望でもあった哲学の仕事に打ち込むことがなかなかできなかった。それも反映して彼は、もっとも理性的な存在としての人間は、俗世から離れて一人孤独な道を歩まねばならないと考えていた。彼の代表作も「孤独者の嚮導」というタイトルである。この俗世（社会）と個人の関係は、次に現れるイブン・トファイルによって明確に意識されている。

### イブン・トファイル
イブン・トファイルは、イブン・バーッジャの門下生であったと言われている。やや彼の経歴に不明瞭なところがあるが、グラナダ近郊の生まれといわれている。彼は、ムワッヒド朝の侍医としても、腕を振るっていた。彼の哲学思想は、代表作である『ヤクザーンの子ハイイ』に集約されている。これは、哲学的な物語作品であり、いわゆる哲学書とは一線を画すものである。ヤクザーンとは、目覚めている者を意味し、すなわち神のことである。ハイイとは、生きている者を意味し、すなわち理性のことである。つまり、このタイトルの書によって哲学界全体を表現しようとする試みなのである。
内容の詳細は省略するが、トファイルはこの著作によって、大多数の人間が真理を知らずに暮らしていること、また知ろうとしないで暮らしているということを指摘している。人々は信仰によって救われようとするが、これでは、現世的で低級な部分にしかと留まることができず、真理に到達することはできない。真理を知るという行為は、哲学でしかすることができない。宗教ではこれを象徴的に暗示的に示すことかできず、単なる一手段に過ぎないという。
この様に哲学を宗教の上に明確においたトファイルの思想は、当時の宗教家からは反感を買い、哲学に対して注意の目で持って見られてしまった。イブン・トファイル自身は、哲学と神学を熱愛していた時のかカリフ、アブー・ヤアクーブの寵愛を受けながら、穏健に生涯を送ることができ、1185年に高齢で没した。

### イブン・ルシュド（アヴェロエス）

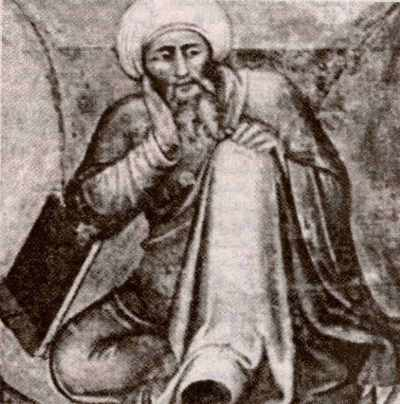

イブン・トファイルの後を受けて登場するのが、アヴェロエスことイブン・ルシュドである。彼の名は、イスラム屈指の大哲学者として西洋哲学史においてはイブン・スィーナーと並んで、必出の思想家である。イブン・ルシュドは1126年に、コルドバで生まれ、法学・哲学・医学で名をとどろかしていた。彼は、イブン・トファイルが引退したのを受け、王朝の主侍医として仕えた。カリフは、イブン・ルシュドの哲学に対する知識の優秀さを認め、カリフの保護の下、アリストテレスを註釈するように言われた。このアリストテレスの注釈の業績は非常に優れたものとして、後の西洋哲学に多大な影響を与えた。
イブン・ルシュドは、イブン・スィーナーのネオプラトニズム的なアリストテレスを批判し、あくまで純粋な姿のアリストテレスの哲学を見つめようと努めた。この姿勢は後の世にイブン・ルシュドは、「アリストテレスを神格化した人物」とさえ評されるほどでもあった。無論、アリストテレスの注釈のみならず、彼の独自の思想は、多くが後の西洋哲学史に論争を惹き起こした宇宙無始論や、神の個物知の問題、知性単一説、二重真理説などか有名である。
項目の性質上いずれも詳細は割愛するが、西洋哲学者で後の世で彼の反駁者でもあるトマス・アクィナスまで持ち越されたこの宇宙無始論は、宇宙創造の永遠性は認めるものの、時間的な始まりを否定したものである。この思想は神学上では、矛盾した考えであるが、イブン・ルシュドによると神学者たちは世界の創造をある一点でのみ考えているが、そこが誤謬であり、世界は常に創造されているものであると、イブン・ルシュドは宇宙（世界）が絶え間なく変動する中に一つの本源的な秩序（つまり真理）を見ていた。これが、イブン・ルシュドの思想のバックボーンにもなっている。
これにより、独特の知性論、即ち知性単一説を説く。すなわち、知性とは個々人により別の知性を持ち合わせているのではなく、あるのはただ一つ同一で普遍的知性というものであり、これが個々人の間で顕現化したものである。という考え方である。個々人に対する顕現の差はあるが、この知性が向かっていくものは一であるという。人は、個々人の知性が完全に最高度の知性（イスラーム哲学用語で言えば「能動的知性」）と合一したとき、現世において最高の幸福が訪れるという。イブン・ルシュドのこの独特な思想は、アリストテレスの解釈によるものとされているが、ネオプラトニズム的な流出論もみて取れる。
これに関連して、イブン・ルシュドは、人間の三段階説を唱える。この能動的知性の働きに応じて、最下級の大衆、中間に立つ神学者、そして最上位の哲学者である。彼によれば、中間の神学者のみが「病人」であり、みだりに聖典を解釈し、間違った解釈を施しこれを絶対的な真理として、民衆に与えている。しかし、これによって宗教を不必要で害悪なものとして捉えることはできない。民衆はこの宗教を通じて、哲学者が自らが直観する真理を、近づきやすい感覚的なものに置き換えられて接することができるからである。しかし、哲学者にはすでに直視し体得することができるため、必要のないものであるという。これは、イブン・ルシュドによれば、哲学と宗教が違うものを意味しているのではない。哲学者は、聖典の言葉の矛盾をどこまでも追究し、解釈していくのが聖なる努めであって、一方一般民衆は哲学者と違い知性が不十分なのであるから、知性ではなく信仰という能力によってこの聖典に近づかなくてはならない。民衆は、神学者の誤った解釈に惑わされてはならないという。従って、究極には、哲学と宗教とは一致しなくてはならないと説く。このような考えは、後の世にイブン・ルシュドに対して少なからぬ無神論的な評価が下されることにもなるが、これは前のイブン・トファイルの思想にも見られていたことでもある。
この知性論と関連して、かの二重真理説の諸端になる説が展開された。これは哲学と宗教の協調させようという試みで、相矛盾する二つの命題が、一方が哲学の原理で真理であれば、真理であり、他方も宗教的信条によって真理であれば、真理であるという立場である。しかし、このような立場は、前に触れた人間の三段階説を見てもわかるとおり、結果的に哲学的真理の追求をする立場である哲学が優位にたつようにできており、かえって神学サイドから、批判をあびた。この二重真理説は、ラテン・アヴェロイズムの信奉者によってキリスト教世界にもたらされ、度重なる異端宣告を受けるに到った。
イブン・ルシュドは、1198年にモロッコで没した。彼の思想は、アラビア語圏よりもむしろヘブライ語やラテン語に翻訳され、影響を残すことになった。彼の哲学のラテン語への翻訳は、ラテン・アヴィセンナ主義の昂揚をもたらし、パリ禁令の引き金になった。

## その後のイスラーム哲学
イブン・ルシュドの死とともに「アラブ逍遥学派」と呼ばれるイスラーム哲学の一学派が終わりを迎え、西方イスラム世界、すなわちアンダルスや北アフリカにおける哲学的活動は著しく減退した。一方で東方の国々、特にイランやインドでは哲学的活動がずっと長く存続した。伝統的な考え方に反して、ディミトリ・グータスとスタンフォード哲学百科事典の考えでは、11世紀から14世紀にかけての時代はアラブ哲学・イスラーム哲学の真の「黄金時代」である。この時代はガザーリーが論理学をマドラサの研究計画や続いて起こったイブン・スィーナー哲学の興隆に統合したことに始まる。
西ヨーロッパ（スペインとポルトガル）において政治的力がムスリムからクリスチャンのコントロール下に移ったため、当然西ヨーロッパではムスリムは哲学を行わなくなった。このことによって、イスラム世界における「西方」と「東方」の交流が幾分か減少することにもなった。オスマン帝国の学者と特に今日のイランやインドの領域にあったムスリム王国に生きていた学者、例えばシャー・ワリー・ウッラーやアフマド・シルヒンディーといった人々の研究からわかることなのだが、「東方」のムスリムは哲学を続けた。この事実はイスラーム（あるいはアラブ）哲学を研究していた前近代の歴史家の注意から外れていた。また、論理学は近現代までマドラサで教え続けられた。
イブン・ルシュド以降、イスラム哲学後期の多くの学派が興隆した。ここではイブン・アラビー及びモッラー・サドラーが起こした学派などのごく少数の学派に言及するにとどめる。しかしこれらの新しい学派は現在もイスラム世界に生きているのでとくに重要である。その内でも最も重要なのは:
- 照明学派（Hikmat al-Ishraq）
- 超越論的神智学（Hikmat Muta'aliah）
- スーフィー哲学
- 伝統主義派

### 照明学派
照明学派は12世紀にシャハブッディーン・スフラワルディーが創始したイスラーム哲学の学派。この学派はイブン・スィーナーの哲学と古代のペルシア哲学を、スフラワルディーの多くの新しい革命的な思想と組み合わせたものである。この学派はネオプラトニズムの影響を受けてきたとされる。
イスラーム哲学の論理学では、論理哲学の思索の歴史の中で重要な革新である「確実的必要性」という概念を発展させたシャハブッディーン・スフラワルディーが始めた照明学派がギリシア論理学に対する包括的な論駁を行った。

### 超越論的神智学
超越論的神智学は17世紀にモッラー・サドラーが起こしたイスラーム哲学の学派。彼の哲学と存在論のイスラーム哲学における重要性は、後のマルティン・ハイデッガーの哲学の20世紀西洋哲学における重要性とちょうど同じだとされる。モッラー・サドラーはイスラーム哲学において、「真実の本性を扱ううえでの新しい哲学的識見」を獲得し、「本質主義から実存主義への大転換」を成し遂げた。これは西洋哲学で同じことが起こる数世紀前のことである。
「本質は実存に先立つ」という考えはシャハブッディーン・スフラワルディー と彼の学派照明学派どころではなくイブン・スィーナー と彼の学派アヴィケニズムにまで遡る。対する「実存は本質に先立つ」という考えはイブン・ルシュド やモッラー・サドラー の著書中でこの考えに対する応答として発展させられており、実存主義の鍵となる根本的な概念である。
モッラー・サドラーによれば、「実存は本質に先立ち、そして本質があるためには実存が先立って存在しなければならないので、実存は原理である。」 このことは第一にモッラー・サドラーの超越論的神智学の中核に据えられた主張である。サイード・ジャラル・アシュティヤーニーは後にモッラー・サドラーの思想を要約して以下のように述べた:
「実存は本質を有するなら引き起こされて純粋な実存でなければならない[…]それゆえ実存は必要な存在である。」
存在論（あるいは存在神学）の、つまりハイデッガーの思想や形而上学史批判による比較を経由した研究の現象学的方法の術語においてイスラーム哲学者（および神学者）に関する思想の術語でより繊細なアプローチが必要とされた。

### 論理学
ガザーリーの論理学と11世紀のマドラサの学習計画との首尾よくいった統合によって、論理学、主にイブン・スィーナーの論理学を重視した活動が盛んになった。
イブン・ハズム（994年 - 1064年）は著書『論理学の射程』で知識の源泉としての知覚の重要性を強調した。 ガザーリー（アルガゼル・1058年 –1111年）はカラームにおいてイブン・スィーナー論理学を用い、神学における論理学の使用に対して重要な影響を及ぼした。
ファフルッディーン・アル=ラーズィー・アモーリー（b. 1149）はアリストテレスの「三段論法第一格」を批判してある種の帰納論理を構築した。これは後にジョン・スチュアート・ミル（1806年 - 1873年）が発展させた帰納論理を予示するものである。イスラーム哲学の論理学では、論理哲学の思索の歴史の中で重要な革新である「確実的必要性」という概念を発展させたシャハブッディーン・スフラワルディーが始めた照明学派がギリシア論理学に対する包括的な論駁を行った。イブン・タイミーヤ（1263年 - 1328年）がギリシア論理学に対するもう一つの包括的な論駁を行っている。『ギリシア論理学者に対する論駁』（Ar-Radd 'ala al-Mantiqiyyin）において三段論法に関して、妥当性には異論はないが有用性がないと主張して、帰納的推論の方を好んでいる。

### 歴史哲学
歴史学を主題とする最初の研究と、歴史学研究法に対する最初の批判的考察はアラブ人でアシュアリー派の博学者イブン・ハルドゥーン（1332年 - 1406年）の作品に現れる。彼は、特に『歴史序説』（「プロレゴメナ Prolegomena」とラテン語訳される）と『助言の書』（Kitab al-Ibar）を書いた ことで、歴史学、文化史、歴史哲学の父とされる。また、彼の『歴史序説』によって歴史上の主権国家、コミュニケーション、プロパガンダ、組織的バイアスの研究の基礎が築かれ ていて、彼は、文明の盛衰を論じている。
フランツ・ローゼンタールは著書『ムスリム歴史学の歴史』で以下のように述べている:
「ムスリム歴史学は歴史的にイスラーム圏の学問一般の発展と密接に結び付いてきた。イスラーム圏の教育における歴史的知識の地位は歴史に関する文献の知的レベルに決定的な影響を及ぼしてきた[…]ムスリムは歴史の社会学的理解と歴史学の体系化において歴史の文献の中で一定の成果を上げてきた。近代歴史学的文献の発展はそれによって17世紀以降の西洋の歴史家が異文化の目を通して世界の広い領域を見ることができるようになったところのムスリムの著作の利用を通じて速度と内容において相当に進んできた。間接的にムスリム歴史学によってある程度今日の歴史思想が形作られた。」

### 社会哲学
最も有名な社会哲学者はアシュアリー派の博学者イブン・ハルドゥーン（1332年 - 1406年）で、彼は北アフリカでは最後の有名なイスラーム哲学者である。彼の『歴史序説』では、構造的結束性や社会的軋轢の理論を定式化する上で先駆的な社会哲学の理論が発展させられている。
また、『歴史序説』は7巻からなら普遍史の分析の序論でもある。彼は社会学、歴史学、歴史哲学の話題を初めて詳細に論じたため、「社会学の父」、「歴史学の父」、そして「歴史哲学の父」である。

### 現代イスラーム哲学

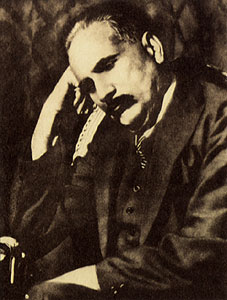
Dr. ムハンマド・イクバール（1877年 - 1938年）、英領インド帝国（現在のパキスタン）出身の著名なムスリム哲学者、詩人、学者

多くの西洋人が思っているのとは逆に、シャハブッディーン・スフラワルディーの「Hikmat al-Ishraq（照明哲学）」や、その後のモッラー・サドラーの「Hikmat-e-Mota'aliye（超越論的神智学）」といった黄金時代を過ぎて今日でもなおイスラーム哲学は非常に活発である。イスラーム哲学を概説する上でもう一人避けては通れないのはムハンマド・イクバールである。彼は、20世紀初期のインド亜大陸のムスリムたちの間でイスラーム哲学を再形成・再生した 。彼はウルドゥー語とペルシア語で詩的作品を書いている一方で、『イスラームにおける宗教的思考の再構築(en:The Reconstruction of Religious Thought in Islam )』がイスラーム圏における近代政治哲学の里程標となった
現代のイスラーム圏では、「ヒクマ」が引き続き盛んに教えられている。
- アヤトッラー・ルーホッラー・ホメイニー - イラン・イスラム共和国の最高指導者・ラフバルで、シーア派・十二イマーム派の導師。イスラーム革命により指導者となった。革命以前はイランゴム州・ゴムの神学校（ハウザ）でのウラマー（導師）だった。大アーヤトッラーとしてゴムにイマーム・ホメイニ国際神学校がある。
- アブドッラー・ジャヴァディー・アモーリー（1903年 - 1979年）- イランのアーヤトッラーでのマルジャ（イスラム法学での権威者）で保守派政治家、ゴムの神学校で傑出した導師の一人である[要説明]。
- ムハンマド・ホサイン・タバータバーイー（ペルシア語：علامه طباطبائى ） - 二十七巻からなるクルアーンの注釈書『アル・ミザン（الميزان）』などを著す。
- ブヤ・ハムカ（ハジ・アブドゥル・マリク・カリーム・アミールッラー）- インドネシアの著述家、ウラマー政治家、哲学的思想家、そして『ターフィル・アル・アザル』の作者である。インドネシアムフティ議会（MUI）の議長だった。イスラム教徒にクリスマスを祝わないようにというファトワが、スハルト政権から批判された際に辞職した。
- モルテザー・モタッハリー - タバーイーの第一の弟子。著述家。師のタバータバーイーやホメイニーと同じくシーア派・十二イマーム派に属する。
- サイイド・アフマド・ハーン（1817年 - 1898年） - 19世紀インドの思想家。アリーガルにアリーガル・ムスリム大学を設立し、イスラーム法を厳格な解釈から解放する必要性を説いた[16]。
- ジャマールッディーン・アフガーニー（1838年 - 1897年） - 植民地主義に対抗する方法としてイスラム社会を近代化させる「汎イスラーム主義」を提唱し、「イスラーム近代化の父」と呼ばれる[16]。
- サウウド・アブール・アーラー・マウドゥーディー（1903年 – 1979年）- 政治思想家、著述家。1941年に立憲的なイスラム復興運動のための政党「ジャマーアテ・イスラーミー」を創設する。西欧の侵略に対するジハード観を展開し、パキスタンのマドラサ（宗教学校）での教育を通じてムスリム急進派、ターリバーン運動に思想的影響を与えた[16]。また、一般人のためにウルドゥー語でクルアーンの注釈書を編集するなど、イスラームの知的伝統を復活させようとして生涯を送った。
- イスラー・アフメド（1932年4月26日 - 2010年4月14日）- パキスタンのウラマー中東、西ヨーロッパ、北アメリカの南アジアディアスポラの間で、特に南アジアで付き従う。ヒッサール（今日のハリャナ）で政府役人の第二子として生まれ、ジャマーアテ・イスラーミーの分派タンジート・エ・イスラーミーを創始した。イスラームとクルアーンの研究者。
- ムハンマド・ハミールッラー（1908年2月9日 - 2002年12月17日）- 国際法学者、ウラマー、著述家、スーフィーの一群に属する。ハディースの研究、クルアーンの翻訳、イスラーム黄金時代の研究の発展、西方でのイスラーム教育の普及に功績がある。
- ファズルル・ラフマーン - シカゴ大学のイスラーム思想の教授。
- ワヒード・ハシム - インドネシア宗教省の初代長官。インドネシア・ナフダトゥル・ウラマーの元頭領。彼の最もよく知られた思想はマドラサのカリキュラムの改革である。
- イムラン・ナザル・ホセイン - 『コーランのイェルサレム』の著者。
- ジャヴェード・アフマド・ガミディー - パキスタンのウラマー、釈義家、教育者。かつてはジャマーアテ・イスラーミーのメンバーで、自身の師アーミーン・アフサーン・イスラーヒーの思想を展開している。
- サイド・ムハンマド・ナキブ・アル=アッタース - マレーシアの形而上学思想家。
- サイイド・クトゥブ（1906年 -1966年） - エジプトの作家、詩人、教育者。イスラム原理主義者であり、ムスリム同胞団のイデオローグである。西欧の物質偏重主義に抗する注釈書『クルアーンの影』を著し、イスラム過激派に影響を与えた[16]。
- ムハンマド・アルクーン（英語版）（1928年 -2000年） - アルジェリア出身のイスラーム・ネオモダニスト。ムスリムの自らの信仰の近代的な再解釈を促すとともに、脱イデオロギー化を唱えた[16]。著作に『クルアーン読解』『イスラーム的理性の批判のために』などがある。

## イスラーム哲学のヨーロッパへの影響
レオ・シュトラウス

## 代表的な哲学者
- キンディー
- ファーラービー
- イブン・スィーナー
- イブン・ルシュド
- ガザーリー

## 関連文献

### 原典訳
- 『イスラーム哲学　中世思想原典集成11』 上智大学中世思想研究所監修編訳、平凡社、2000年
- 『科学の名著8 イブン・スィーナー』 伊東俊太郎解説、五十嵐一訳註、朝日出版社、1981年
- ガザーリー『中庸の神学　中世イスラームの神学・哲学・神秘主義』 中村廣治郎訳・解説、平凡社東洋文庫、2013年
  - 『誤りから救うもの』 中村廣治郎訳・解説、ちくま学芸文庫、2003年。上記に新版収録
- ガザーリー『哲学者の自己矛盾　イスラームの哲学批判』 中村廣治郎訳・解説、平凡社東洋文庫、2015年

※以下は、岩波書店〈イスラーム古典叢書〉全8巻、1978-87年。哲学部門の訳・注解
- モッラー・サドラー 『存在認識の道 存在と本質について』 井筒俊彦訳・解説、1978年
- ジャラール・ウッディーン・ルーミー 『ルーミー語録』 井筒俊彦訳・解説、1978年
  - 新版 『井筒俊彦著作集 10・11』（中央公論社）
- イブン・ハズム『鳩の頸飾り 愛と愛する人々に関する論攷』 黒田壽郎訳・解説、1978年
- ガザーリー 『哲学者の意図 イスラーム哲学の基礎概念』 黒田壽郎訳・解説、1985年

### 哲学史
- オリヴァー・リーマン『イスラム哲学への扉　理性と啓示をめぐって』 中村廣治郎訳、筑摩書房 1988年／ちくま学芸文庫 2002年
- オリヴァー・リーマン『イスラム哲学とは何か 宗教と哲学の攻防』 佐藤陸雄訳、草思社 2012年
- アンリ・コルバン『イスラーム哲学史』 黒田壽郎・柏木英彦訳、岩波書店 1974年、新版1996年・2006年ほか
- S・H・ナスル『イスラームの哲学者たち』 黒田壽郎・柏木英彦訳、岩波書店 1975年
- 井筒俊彦『イスラーム思想史 神学・神秘主義・哲学』 岩波書店 1982年／中公文庫 1991年、新版2005年
  - 『イスラーム哲学　井筒俊彦著作集 5』 中央公論社（全12巻）、1991-93年
  - 『イスラーム思想史　全集 第4巻』 慶應義塾大学出版会、2014年（「井筒俊彦全集」全12巻別巻1、木下雄介解題）
- 井筒俊彦『超越のことば　イスラーム・ユダヤ哲学における神と人』 岩波書店 1991年
  - 井筒俊彦『イスラーム哲学の原像』 岩波新書黄版 1980年、復刊1998年・2013年ほか
  - 井筒俊彦ほか編 『イスラーム思想 Ⅰ・Ⅱ　岩波講座 東洋思想 第3・4巻』 岩波書店、1988年 - 各・元版
- 井筒俊彦『イスラーム神学における信の構造　イーマーンとイスラームの意味論的分析』
「井筒俊彦英文著作翻訳コレクション」鎌田繁監訳／仁子寿晴・橋爪烈訳、慶應義塾大学出版会 2018年
- ムハンマド・バーキルッ＝サドル『イスラーム哲学』 黒田壽郎訳、未知谷 1994年
- ムハンマド・ハミードッ＝ラー 『イスラーム概説』 黒田美代子訳、書肆心水 2005年
- 黒田壽郎 『イスラームの構造 タウヒード・シャリーア・ウンマ』 書肆心水 2004年、増補版2016年
- ウィリアム・モンゴメリ・ワット『イスラムの神学と哲学』 福島保夫訳、紀伊国屋書店 1976年
  - ワット『イスラーム・スペイン史』 黒田壽郎・柏木英彦訳、岩波書店 1976年
  - ワット『ムハンマド 預言者と政治家』 牧野信也・久保儀明訳、みすず書房 1970年、新版2002年ほか
  - ワット『地中海世界のイスラム ヨーロッパとの出会い』 三木亘訳、筑摩書房〈筑摩叢書〉 1984年／ちくま学芸文庫 2008年
- リチャード・ベル『イスラムの起源』 熊田享訳、筑摩書房〈筑摩叢書〉、1983年
  - ベル『コーラン入門』 医王秀行訳、ちくま学芸文庫、2003年
- 『シャトレ哲学史2　中世の哲学』 山田晶監訳、白水社、1976年、新装版1998年

※『古典期のイスラム哲学と神学』A.バダウィー、柏木英彦訳
　『イブン・ハルドゥーン』A.-A.マレク、柏木英彦訳 を収録
- 『哲学の歴史3　神との対話　中世 信仰と知の調和』 中川純男責任編集、中央公論新社、2008年 - 「古典イスラームの哲学」ほかを収録
- 五十嵐一 『イスラーム・ルネサンス』勁草書房、1986年／『知の連鎖』同、1983年
- 中村廣治郎編 『イスラム－思想の営み　講座イスラム1』 筑摩書房、1985年

### 英語版の文献
- Corbin, Henry (April 1993). History of Islamic Philosophy. Liadain Sherrard (trans). London and New York: Kegan Paul International. ISBN 0-710-30416-1
- History of Islamic Philosophy (Routledge History of World Philosophies) by Seyyed Hossein Nasr and Oliver Leaman [ed.]
- History of Islamic Philosophy by Majid Fahkry
- Islamic Philosophy by Oliver Leaman http://www.rep.routledge.com/article/H057
- The Study of Islamic Philosophy by Ibrahim Bayyumi Madkour
- Falsafatuna (Our Philosophy) by Muhammad Baqir al-Sadr